# Baba Budan
Les muntanyes de Baba Budan (Chandra Drona, modernament també muntanyes Dattagiri) són una serralada de Karnataka principalment al districte de Chikkamagaluru. El nom correspon a un sufi del segle xvii suposat introductor del cafè a l'Índia (que hauria portat de Mukha al Iemen) i que té una capella a les muntanyes a Attigundi, l'únic poble rellevant de les muntanyes. El seu nom hindú Chandra Drona vol dir "Cràter de la Lluna".
La part nord s'inicia a les muntanyes Hebbe (1.360 metres); la part sud la formen les muntanyes Basavan-gudda i Woddin-gudda (altura mitjana 1.650 metres). El cim més alt és el Mulainagiri o Mullayanagiri o Mullayangiri o Mullainagiri, de 1.958 metres, al sud de la serralada, i al nord-est de l'anterior el Baba-Budan-giri de 1.926 metres, és el lloc on neixen els rius Veda i Avati i on es troba la capella de Baba Budan; a l'est hi ha el poc de Deviramman-gudda (de pic cònic), on es fa el festival de Dipavali; i al nord-est el Kalhatti-giri (1.908 metres). Al Baba-Budan-giri se suposa que fou el primer lloc on es va plantar cafè; el primer jardí europeu dedicat al cafè es va obrir el 1840.
Unes cascades importants són les de Abbe i Manikyadhara prop de Dattapeeta. Altres són les de Gada Theertha, Nallikayi Theertha i Kamana Theertha. Al peu de les muntanyes, a l'est hi ha dos llacs artificials de certa antiguitat. Hi ha una mica de ferro a la part oriental de la serralada.

## Nota
1. ↑  noms alternatius Dattagiri, Baba Budangiri, Bababudangiri, Baba Budan Giri o Vayu-parvata